# Bridegroom
Bridegroom ist ein Dokumentarfilm von Linda Bloodworth-Thomason aus dem Jahr 2013, der die Liebesgeschichte zwischen Shane Bitney Crone und Thomas Bridegroom sowie die Ereignisse nach Bridegrooms Unfalltod erzählt.

## Inhalt
Der Film besteht hauptsächlich aus Originalaufnahmen, die von Bitney Crone, Bridegroom oder ihren Freunden stammen, und Interviews mit Angehörigen und Freunden der beiden Protagonisten. Damit wird zunächst in gegenüberstellender Weise die Kindheit von Bitney Crone und Bridegroom in Montana bzw. Indiana und ihr jeweiliger Umgang mit ihrer Homosexualität dokumentiert. Sie treffen sich schließlich in Los Angeles, wo sie beide im Film- und Werbebereich Fuß zu fassen versuchen. Schnell werden sie ein Paar, ziehen zusammen, betreiben gemeinsam eine kleine Firma und gehen häufig auf Reisen. Als sie ihre Beziehung ihren Familien offenlegen, fallen die Reaktionen sehr unterschiedlich aus: Während Bitney Crones Familie hinter ihm steht, stößt Bridegroom auf keinerlei Verständnis und wird sogar von seinem Vater bedroht. Erst nach einiger Zeit scheint sich zumindest Bridegrooms Mutter an den Gedanken, dass ihr Sohn schwul ist, gewöhnt zu haben, und kommt ab und zu nach Los Angeles auf Besuch.
Bitney Crone und Bridegroom versprechen einander, zu heiraten, sobald die Homo-Ehe legalisiert wird. Doch am 7. Mai 2011 stürzt Bridegroom während eines Photoshootings von einem Hausdach und stirbt. Der Schmerz ob des Verlustes seines Partners wird noch dadurch verstärkt, dass Bitney Crone vor dem Gesetz nicht als Familienangehöriger gilt und somit praktisch keine Rechte gegenüber dem Verstorbenen hat. Bridegrooms Familie organisiert die Beerdigung in Indiana und droht Bitney Crone Gewalt an, sollte er dieser beiwohnen; seine Rolle im Leben des Verstorbenen wird an keiner Stelle erwähnt. Der Film endet mit Reflexionen über das Verhalten von Bridegrooms Eltern, während Bitney Crone das Grab seines Partners aufsucht. Wie im Abspann erklärt wird, weigerten sich die Bridegrooms auch, einen Kommentar zum Film abzugeben.

## Entstehung und Veröffentlichung
Anlässlich des ersten Todestages von Bridegroom hatte Bitney Crone 2012 das dokumentarische Video It Could Happen to You auf YouTube veröffentlicht. Nachdem das Video sich über soziale Netzwerke online verbreitet hatte, schlug Regisseurin Bloodworth-Thomason, die das Paar zuvor bereits persönlich getroffen hatte, Bitney Crone vor, einen Langfilm zu produzieren. Schon im Sommer 2012 begann man mit den Arbeiten am Film. Das Budget von 384.375 US-$ wurde mittels Crowdfunding über die Website Kickstarter.com erreicht.
Der Film hatte seine Premiere beim Tribeca Film Festival am 23. April 2013 und wurde von Ex-Präsident Bill Clinton eingeführt. Fernsehpremiere war am 27. Oktober 2013 auf Oprah Winfrey Network. Am 19. November des Jahres folgte die Veröffentlichung auf DVD und Netflix.

## Rezeption
Die Dokumentation erhielt überwiegend positive Kritiken. David DeWitt beschrieb in der New York Times Bridegroom als „einfach erzählt, aber außerordentlich bewegend“; auch Peter Debruge fand die Doku in der Variety „super-schlicht, aber höchst emotional“. In der Los Angeles Times sah Gary Goldstein in dem Film sowohl „eine schmerzliche, kraftvolle Erzählung über erste Liebe und vorzeitigen Tod als auch ein konkretes, unbestreitbares Plädoyer für Gleichberechtigung bei der Ehe“. Frank Scheck befand im Hollywood Reporter, die Geschichte werde auf eine „unwiderstehliche, mitfühlende Weise“ erzählt und würde die Herzen der Zuseher „schmelzen lassen“.

## Auszeichnungen
Beim Tribeca Film Festival gewann Bridegroom den Publikumspreis für den besten Dokumentarfilm. Des Weiteren erhielt der Film 2014 den GLAAD Media Award für Herausragende Dokumentation, gemeinsam mit Call Me Kuchu.

## Belege
1. ↑  Gay Man Honors Boyfriend’s Death with Poignant Video Noting Lack of Rights Offered to Unwed Same-Sex Couples. In: The Huffington Post. 8. Mai 2012, abgerufen am 7. April 2016 (englisch).
2. ↑  Gregg Kilday: Linda Bloodworth Thomason Directing Marriage-Equality Doc ‘Bridegroom’. In: The Hollywood Reporter. 13. August 2012, abgerufen am 7. April 2016 (englisch).
3. ↑  Kit Williamson: GLBT Filmmakers Kick Open the Kickstarter Closet. In: The Huffington Post. 22. Januar 2013, abgerufen am 7. April 2016 (englisch).
4. ↑  Here Are the 22 Films Premiering in the Viewpoints Section of the 2013 Festival. Tribeca Film Festival, 4. März 2013, archiviert vom Original (nicht mehr online verfügbar) am 6. April 2016; abgerufen am 7. April 2016.  Info: Der Archivlink wurde automatisch eingesetzt und noch nicht geprüft. Bitte prüfe Original- und Archivlink gemäß Anleitung und entferne dann diesen Hinweis.
5. ↑  Curtis M. Wong: Bill Clinton Introduces ‘Bridegroom,’ Shane Bitney Crone’s Documentary, At Tribeca Film Festival. In: The Huffington Post. 24. April 2013, abgerufen am 7. April 2016 (englisch).
6. ↑  OWN Presents a Night of Programming About Being Gay in America. In: TV by the Numbers. 3. Oktober 2013, archiviert vom Original (nicht mehr online verfügbar) am 1. November 2013; abgerufen am 7. April 2016 (englisch).  Info: Der Archivlink wurde automatisch eingesetzt und noch nicht geprüft. Bitte prüfe Original- und Archivlink gemäß Anleitung und entferne dann diesen Hinweis.
7. ↑  David DeWitt: Bridegroom. A Heartbreaking Loss for One and All. In: The New York Times. 4. Oktober 2013, S. C8 (Onlineartikel [abgerufen am 7. April 2016] „this simply told but exceptionally moving documentary“).
8. ↑  Peter Debruge: Film Review: ‘Bridegroom’. In: Variety. 8. Oktober 2013, abgerufen am 7. April 2016 (englisch): „super-lo-fi yet highly emotional docu“
9. ↑  Gary Goldstein: Review: ‘Bridegroom’ a poignant tale of gay partner’s loss. In: Los Angeles Times. 17. Oktober 2013, abgerufen am 7. April 2016 (englisch): „a poignant, powerful tale of first love and untimely death as well as a practical, frankly undeniable, plea for marriage equality“
10. ↑  Frank Scheck: Bridegroom: Tribeca Review. In: The Hollywood Reporter. 25. April 2013, abgerufen am 7. April 2016 (englisch): „This deeply moving documentary will melt the heart of anyone who sees it … The story is told in compelling sympathetic fashion“
11. ↑  Aaron Couch: Tribeca: ‘The Rocket’, ‘Bridegroom’ Win Audience Awards. In: The Hollywood Reporter. 27. April 2013, abgerufen am 7. April 2016 (englisch).
12. ↑  25th Annual GLAAD Media Awards Winners Announced. In: Deadline.com. 12. April 2014, abgerufen am 7. April 2016 (englisch).